# جانیس کیمن
جانیس کیمن (انگلیسی: Janice Cayman؛ زادهٔ ۱۲ اکتبر ۱۹۸۸) بازیکن فوتبال اهل بلژیک است.

وی همچنین در تیم‌های ملی فوتبال Belgium women's national under-17 football team, Belgium women's national under-19 football team، و زنان بلژیک بازی کرده‌است.